# Stanisław Kwapień
Stanisław Kwapień (né le 20 février 1942 à Skorce près de Prużany) est un mathématicien polonais, membre titulaire de l'Académie polonaise des sciences.

## Carrière
Il étudie à la Faculté de Mathématiques, d'Informatique et de Mécanique de l'Université de Varsovie. Il obtient son doctorat à l'Institut de mathématiques de l'Académie polonaise des sciences en 1968 avec une thèse intitulée Metody analityczne w półklasycznej teorii potencjału (Méthodes analytiques dans la théorie semi-classique du potentiel) rédigée sous la direction de Zbigniew Ciesielski. Il obtient son habilitation en 1972, en 1990 il reçoit le titre de professeur de sciences mathématiques. Depuis 1988, il est membre de la Société scientifique de Varsovie (pl), depuis 1994 membre correspondant, depuis 2010 membre à part entière de l'Académie polonaise des sciences .
Dans ses ouvrages, il traite de l'analyse fonctionnelle et de la théorie des probabilités. Il a publié, entre autres Random Series and Stochastic Integrals. Single and Multiple (1990; avec Wojbor A. Woyczyński (pl)).
Le 23 août 1980, il se joint à l'appel de 64 (pl)  universitaires, écrivains et publicistes aux autorités communistes pour un dialogue avec les grévistes  .

## Prix et distinctions
Il est lauréat du prix Stefan-Banach (1971) , du Prix de la Fondation Alfred Jurzykowski (1998) , de la médaille Stefan-Banach (2006) et en 2008 il reçoit la médaille Sierpiński (pl). En 2009, il reçoit la Croix de Chevalier de l'Ordre Polonia Restituta. En 2017, il reçoit le Prix du Premier ministre  .